# Alaksandr Staszczaniuk
Alaksandr Staszczaniuk (biał. Аляксандр Сташчанюк; ur. 23 lutego 1983 w Ułan Ude) – białoruski piłkarz grający na pozycji obrońcy.

## Kariera zawodnicza
Piłkarską karierę rozpoczął w juniorskiej drużynie Partyzana Mińsk, z której w 2001 trafił do zespołu rezerw. Po dwóch latach znalazł się w kadrze pierwszego zespołu, występującego w białoruskiej ekstraklasie. Po siedmiu latach gry dla stołecznego klubu przeniósł się do beniaminka białoruskiej I ligi FK Rudensk. Po jesieni spędzonej w nowym zespole zdecydował się na zmianę klubu i w styczniu 2011 podpisał roczny kontrakt z występującą w II lidze Olimpią Elbląg.